# Hoàng Thị Loan
Hoàng Thị Loan, née le 6 février 1995 à Thanh Oai, est une footballeuse internationale vietnamienne qui joue comme défenseure au Hà Nội I (en) et pour l'équipe nationale féminine du Viêt Nam,.